# Chukka boots
Chukka boots er ankelhøje læderstøvler i ruskind eller læder, læder eller gummisåler og åben snøring med to eller tre par snørehuller. Navnet chukka kommer muligvis fra spillet polo, hvor chukka er en periode i spillet.
En form for chukka boots blev oprindeligt båret af britiske soldater i ørkenkrigen under anden verdenskrig, og disse blev kaldt desert boots (ørkenstøvler).

## Materialer og typer
Chukka boots bliver normalt fremstillet i kalveskind eller ruskind, selvom de også kan laves af andre materialer. Støvlen blev først populær i slutningen af 1940'erne og frem til 1960'erne som casual beklædning. I 2000'erne er chukka boots fortsat en populær type fodtøj til mænd, særligt i Storbritannien. De kan bæres både til jakkesæt og med mere afslappet tøj som jeans.
Ifølge sko-historikeren June Swann, er den essentielle chukka boot ankelhøj, åben snøring og uforet, med to eller tre par snørehuller og tynde lædersåler, overlæder i kalveskind i to dele (fra det samme stykke læder), og afrundet tåsnude.

## Galleri
- En variation af den klassike chukka boot med gummisåler.
- Loake "209" chukka boot, sort læder.